# Anebodon luoi
L'anebodonte (Anebodon luoi) è un mammifero estinto, appartenente ai simmetrodonti. Visse nel Cretaceo inferiore (Aptiano, circa 125 - 122 milioni di anni fa) e i suoi resti fossili sono stati ritrovati in Cina.

## Descrizione
Questo mammifero è noto solo per un cranio con mandibola ben conservati. Il cranio è lungo e basso, con alcune caratteristiche primitive quali la presenza di una septomaxilla piuttosto grande e la conformazione del frontale e del lacrimale simile a quella dei mammaliaformi arcaici come Morganucodon e Haldanodon. Era presente un foro nel palato, forse un canale palatino (caratteristica però dei soli mammiferi teri e del multitubercolato Kryptobaatar. Anebodon era privo dei numerosi molari tipici dei simmetrodonti derivati, e differiva da Zhangheotherium e Maotherium nella formula dentaria, più simile a quella di Tinodon o dei Peramuridae. I primi premolari superiori e inferiori erano fortemente molariformi. 

## Classificazione
Anebodon sembrerebbe essere stato un simmetrodonte arcaico, e potrebbe rappresentare un membro primitivo della famiglia Zhangheotheriidae. Anebodon luoi venne descritto per la prima volta nel 2016, sulla base di un fossile ritrovato nella formazione Yixian, nel sito di Lujiatun nella provincia di Liaoning in Cina.